# División de Honor Femenina B de hockey hierba 2022-23
La División de Honor Femenina B de hockey hierba 2022-23 es la segunda edición de la División de Honor Femenina B de hockey hierba. La disputan dieciséis equipos divididos en dos grupos de ocho para la primera fase y dos grupos de ocho para la segunda, dependiendo del resultado de la primera. Ascienden los dos primeros clasificados y descienden los dos últimos. El antepenúltimo disputa un playoff de permanencia contra el tercer clasificado de la primera división.

## Ascensos y descensos
| Pos. | Descendidos a 1.ª División                        |
| ---- | ------------------------------------------------- |
| PO   | Ganador de Hocquet vs. 3.º de la Primera Divisóin |
| 7.º  | AD Rimas                                          |
| 8.º  | Club Hockey Madrid-Las Rozas                      |

| Pos. | Ascendidos a División de Honor A |
| ---- | -------------------------------- |
| 1.º  | Real Club Jolaseta               |

## Equipos
| Equipo                                          | Localidad                  | Estadio                              |
| Grupo 1                                         | Grupo 1                    | Grupo 1                              |
| ----------------------------------------------- | -------------------------- | ------------------------------------ |
| Valencia Club de Hockey                         | Valencia                   | Campo de Hockey Beteró               |
| Club Deportivo Hockey Luis María Usoz "Hocquet" | Madrid                     |                                      |
| FC Barcelona                                    | Barcelona                  |                                      |
| Castelldefels Hockey Club                       | Castelldefels              | Campo deportivo municipal Via Fèrria |
| Egara 1935                                      | Tarrasa                    | Pla del Bon Aire                     |
| SPV Complutense B                               | San Sebastián de los Reyes |                                      |
| Real Sociedad B                                 | San Sebastián              | Campo de Hockey Bera Bera            |
| Real Sociedad 1927                              | Madrid                     |                                      |
| Club Hockey Madrid-Las Rozas                    | Las Rozas de Madrid        |                                      |
| Grupo 2                                         |                            |                                      |
| Club de Campo B                                 | Madrid                     | Club de Campo                        |
| Real Club Jolaseta                              | Guecho                     | Jolaseta                             |
| Hoquei Club Sant Cugat                          | San Cugat del Vallés       |                                      |
| Club de Hockey XALOC Valencia                   | Valencia                   | Campo de hockey hierba Tarongers     |
| AD Rimas                                        | Tarrasa                    | Les Pedritxes                        |
| Club Deportivo Giner de los Ríos                | Valencia                   | Campo de hockey Tarongers            |
| Vallès Esportiu DHB                             | Tarrasa                    |                                      |
| Linia 22 Hockey Club                            | Tarrasa                    |                                      |

## Clasificación

### Fase 1

#### Grupo 1
|                                                                 | Equipo                       | Puntos | J  | G  | E | P  | GF | GC | DG  |
| --------------------------------------------------------------- | ---------------------------- | ------ | -- | -- | - | -- | -- | -- | --- |
| 1                                                               | Castelldefels HC             | 37     | 14 | 12 | 1 | 1  | 40 | 4  | 36  |
| 2                                                               | FC Barcelona                 | 29     | 14 | 9  | 2 | 3  | 26 | 14 | 12  |
| 3                                                               | Egara 1935                   | 24     | 14 | 7  | 3 | 4  | 19 | 16 | 3   |
| 4                                                               | Valencia CH                  | 19     | 14 | 5  | 4 | 5  | 33 | 23 | 10  |
| 5                                                               | SPV Complutense B            | 19     | 14 | 4  | 7 | 3  | 18 | 14 | 4   |
| 6                                                               | Real Sociedad B              | 17     | 14 | 5  | 2 | 7  | 19 | 27 | -8  |
| 7                                                               | Hocquet                      | 9      | 14 | 2  | 3 | 9  | 19 | 34 | -15 |
| 8                                                               | Club Hockey Madrid-Las Rozas | 2      | 14 | 0  | 2 | 12 | 9  | 51 | -42 |
| Fuente: Federación Española de Hockey; actualización automática |                              |        |    |    |   |    |    |    |     |

#### Grupo 2
|                                                                 | Equipo               | Puntos | J  | G  | E | P  | GF | GC | DG  |
| --------------------------------------------------------------- | -------------------- | ------ | -- | -- | - | -- | -- | -- | --- |
| 1                                                               | Vallès Esportui DHB  | 32     | 14 | 10 | 2 | 2  | 26 | 15 | 11  |
| 2                                                               | CH XALOC             | 29     | 14 | 8  | 5 | 1  | 27 | 14 | 13  |
| 3                                                               | Real Club Jolaseta   | 26     | 14 | 8  | 2 | 4  | 28 | 17 | 11  |
| 4                                                               | HC Sant Cugat        | 23     | 14 | 7  | 2 | 5  | 26 | 23 | 3   |
| 5                                                               | Linia 22 HC          | 22     | 14 | 7  | 1 | 6  | 28 | 23 | 5   |
| 6                                                               | Club de Campo B      | 16     | 14 | 5  | 1 | 8  | 24 | 19 | 5   |
| 7                                                               | CD Giner de los Ríos | 7      | 14 | 1  | 4 | 9  | 16 | 33 | -17 |
| 8                                                               | AD Rimas             | 4      | 14 | 1  | 1 | 12 | 7  | 38 | -31 |
| Fuente: Federación Española de Hockey; actualización automática |                      |        |    |    |   |    |    |    |     |

### Fase 2

#### Grupo A
|                                                                 | Equipo              | Puntos | J  | G | E | P | GF | GC | DG  |
| --------------------------------------------------------------- | ------------------- | ------ | -- | - | - | - | -- | -- | --- |
| 1                                                               | Vallès Esportui DHB | 30     | 14 | 9 | 3 | 2 | 32 | 17 | 15  |
| 2                                                               | Castelldefels HC    | 26     | 14 | 8 | 2 | 4 | 24 | 13 | 11  |
| 3                                                               | Real Club Jolaseta  | 24     | 14 | 7 | 3 | 4 | 21 | 16 | 5   |
| 4                                                               | FC Barcelona        | 18     | 14 | 5 | 3 | 6 | 19 | 27 | -8  |
| 5                                                               | CH XALOC            | 17     | 14 | 4 | 5 | 5 | 24 | 22 | 2   |
| 6                                                               | Valencia CH         | 16     | 14 | 4 | 4 | 6 | 21 | 27 | -6  |
| 7                                                               | Egara 1935          | 15     | 14 | 4 | 3 | 7 | 13 | 22 | -9  |
| 8                                                               | HC Sant Cugat       | 9      | 14 | 2 | 3 | 9 | 18 | 28 | -10 |
| Fuente: Federación Española de Hockey; actualización automática |                     |        |    |   |   |   |    |    |     |

#### Grupo B
|                                                                 | Equipo                       | Puntos | J  | G  | E | P  | GF | GC | DG  |
| --------------------------------------------------------------- | ---------------------------- | ------ | -- | -- | - | -- | -- | -- | --- |
| 1                                                               | Club de Campo B              | 32     | 14 | 10 | 2 | 2  | 31 | 11 | 20  |
| 2                                                               | Linia 22 HC                  | 32     | 14 | 10 | 2 | 2  | 35 | 14 | 21  |
| 3                                                               | SPV Complutense B            | 23     | 14 | 6  | 5 | 3  | 23 | 13 | 10  |
| 4                                                               | Real Sociedad B              | 20     | 14 | 5  | 5 | 4  | 19 | 19 | 0   |
| 5                                                               | CD Giner de los Ríos         | 15     | 14 | 3  | 6 | 5  | 17 | 22 | -5  |
| 6                                                               | Hocquet                      | 13     | 14 | 2  | 7 | 5  | 23 | 26 | -3  |
| 7                                                               | AD Rimas                     | 10     | 14 | 2  | 4 | 8  | 13 | 31 | -18 |
| 8                                                               | Club Hockey Madrid-Las Rozas | 6      | 14 | 1  | 3 | 10 | 9  | 34 | -25 |
| Fuente: Federación Española de Hockey; actualización automática |                              |        |    |    |   |    |    |    |     |

#### Playoffpara el ascenso
|  | Cuartos de final    | Cuartos de final | Cuartos de final   | Cuartos de final |                  |                     | Semifinales | Semifinales |                     |   | Final | Final |  |
|  |                     |                  |                    |                  |                  |                     |             |             |                     |   |       |       |  |
|  |                     |                  |                    |                  |                  |                     |             |             |                     |   |       |       |  |
|  | Vallès Esportui DHB | 1                | 2                  | 2                |                  |                     |             |             |                     |   |       |       |  |
|  | Vallès Esportui DHB | 1                | 2                  | 2                |                  |                     |             |             |                     |   |       |       |  |
|  | HC Sant Cugat       | 2                | 1                  | 0                |                  |                     |             |             |                     |   |       |       |  |
|  | HC Sant Cugat       | 2                | 1                  | 0                |                  | Vallès Esportui DHB | 3           |             |                     |   |       |       |  |
|  |                     |                  |                    |                  |                  | Vallès Esportui DHB | 3           |             |                     |   |       |       |  |
|  |                     |                  | FC Barcelona       | 2                |                  |                     |             |             |                     |   |       |       |  |
|  | Castelldefels HC    | 1 (1)            | FC Barcelona       | 2                | 2                |                     |             |             |                     |   |       |       |  |
|  | Castelldefels HC    | 1 (1)            |                    |                  |                  |                     |             |             |                     |   |       |       |  |
|  | Egara 1935          | 3 (0)            | 0                  |                  |                  |                     |             |             |                     |   |       |       |  |
|  | Egara 1935          | 3 (0)            | 0                  |                  |                  |                     |             |             | Vallès Esportui DHB | 1 |       |       |  |
|  |                     |                  |                    |                  |                  |                     |             |             | Vallès Esportui DHB | 1 |       |       |  |
|  |                     |                  | Real Club Jolaseta | 2                |                  |                     |             |             |                     |   |       |       |  |
|  | Real Club Jolaseta  | 2                | Real Club Jolaseta | 2                | 2 (2)            |                     |             |             |                     |   |       |       |  |
|  | Real Club Jolaseta  | 2                |                    |                  |                  |                     |             |             |                     |   |       |       |  |
|  | Valencia CH         | 0                | 2 (1)              |                  |                  |                     |             |             |                     |   |       |       |  |
|  | Valencia CH         | 0                | 2 (1)              |                  | Castelldefels HC | 0                   |             |             |                     |   |       |       |  |
|  |                     |                  |                    |                  | Castelldefels HC | 0                   |             |             |                     |   |       |       |  |
|  |                     |                  | Real Club Jolaseta | 1                |                  |                     |             |             |                     |   |       |       |  |
|  | FC Barcelona        | 4                | Real Club Jolaseta | 1                | 4                |                     |             |             |                     |   |       |       |  |
|  | FC Barcelona        | 4                |                    |                  |                  |                     |             |             |                     |   |       |       |  |
|  | CH XALOC            | 0                | 1                  |                  |                  |                     |             |             |                     |   |       |       |  |
|  | CH XALOC            | 0                | 1                  |                  |                  |                     |             |             |                     |   |       |       |  |
|  |                     |                  |                    |                  |                  |                     |             |             |                     |   |       |       |  |

#### Playoutpor el ascenso
El penúltimo clasificado de la División de Honor juega un playout contra el segundo clasificado con posibilidades de ascenso de la División de Honor B:
|  | Final            |                  |   |   |   |  |
|  |                  |                  |   |   |   |  |
|  | Castelldefels HC | Castelldefels HC | 2 | 0 | 0 |  |
|  | Castelldefels HC | Castelldefels HC | 2 | 0 | 0 |  |
|  | CD Terrassa      | CD Terrassa      | 1 | 2 | 1 |  |
|  | CD Terrassa      | CD Terrassa      | 1 | 2 | 1 |  |